# 馬納蒂

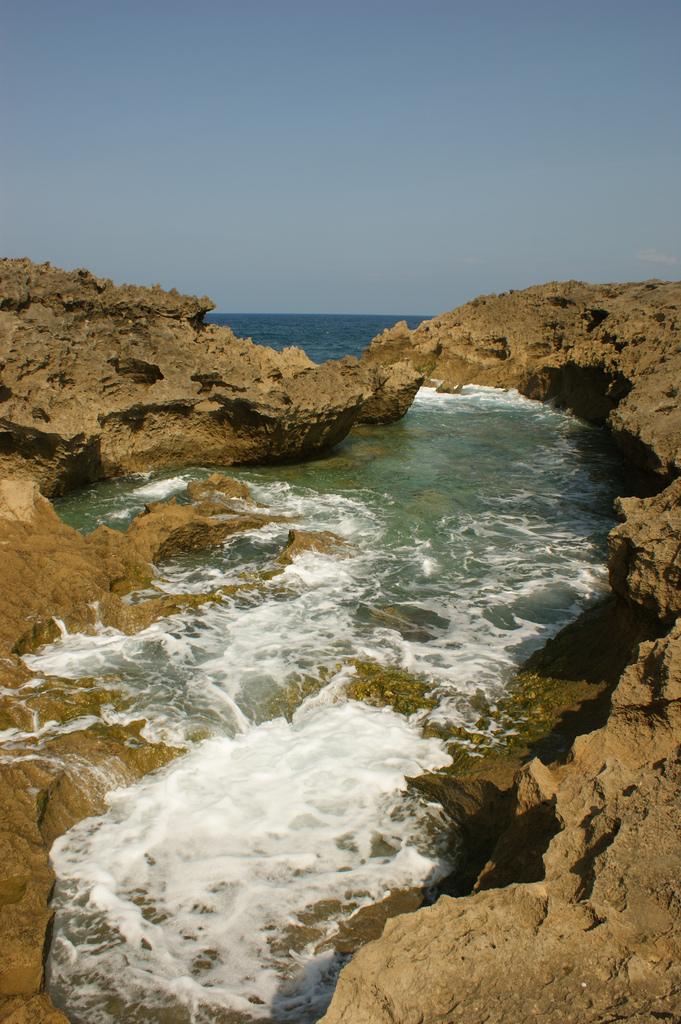

馬納蒂（西班牙語：Manatí）是波多黎各的城鎮，位於該島北部，始建於1738年，面積145平方公里，海拔高度83米，主要農產品有鳳梨、水果、甘蔗和咖啡，2010年人口44,113，人口密度每平方公里300人。